# Кубок Литви з футболу 1990
Кубок Литви з футболу 1990 — 1-й розіграш кубкового футбольного турніру в Литві після здобуття країною незалежності. Титул здобув Сіріюс (Клайпеда).

## Календар
| Раунд       | Дата           | Матчі | Клуби   |
| ----------- | -------------- | ----- | ------- |
| 1/16 фіналу | червень 1990   | 16    | 32 → 16 |
| 1/8 фіналу  | червень 1990   | 8     | 16 → 8  |
| 1/4 фіналу  | червень 1990   | 4     | 8 → 4   |
| 1/2 фіналу  | 31 липня 1990  | 4     | 4 → 2   |
| Фінал       | 17 серпня 1990 | 1     | 2 → 1   |

## 1/16 фіналу
| Команда 1                         | Рахунок | Команда 2              |
| --------------------------------- | ------- | ---------------------- |
| червень 1990                      |         |                        |
| Радістас (Вільнюс) (3)            | +:-     | Ширвінта (Вілкавішкіс) |
| Яунисте (Кедайняй) (3)            | +:-     | Сакалас (Шяуляй)       |
| Жемайтіс (Мажейкяй) (2)           | +:-     | Гранітас (Клайпеда)    |
| Модуліс (Пабраде) (2)             | +:-     | Екранас                |
| Кооператінінскас (Плунге) (2)     | 1:2     | Сіріюс (Клайпеда)      |
| Меркис (Варена) (2)               | 1:0     | Судува                 |
| Вінгіс (Вільнюс) (3)              | 0:2     | Няріс (Вільнюс)        |
| Версме (Бірштонас) (2)            | 3:1     | Інкарас                |
| Кібіркштис (Вільнюс) (2)          | 1:11    | Жальгіріс (Вільнюс)    |
| Мітува (Юрбаркас) (3)             | 0:4     | Банга (Каунас)         |
| Моторас (Вільнюс) (3)             | 1:4     | Віенибе (Укмерге)      |
| Техніка (Неменчин) (3)            | 1:3     | Гележініс вілкас       |
| Жальгіріс (Науйої-Вільня) (3)     | 0:6     | Невежис (Кедайняй)     |
| Цементінінкас (Науйої-Акмяне) (2) | 1:2     | Йоварас (Мажейкяй)     |
| Сіріюс-2 (Клайпеда)               | 1:0     | Електронас (Таураге)   |
| Полонія (Вільнюс) (2)             | 1:4     | Вілія (Каунас)         |

## 1/8 фіналу
| Команда 1               | Рахунок | Команда 2              |
| ----------------------- | ------- | ---------------------- |
| червень 1990            |         |                        |
| Сіріюс (Клайпеда)       | +:-     | Модуліс (Пабраде) (2)  |
| Жемайтіс (Мажейкяй) (2) | 0:6     | Сіріюс-2 (Клайпеда)    |
| Няріс (Вільнюс)         | 5:0     | Радістас (Вільнюс) (3) |
| Жальгіріс (Вільнюс)     | 6:1     | Банга (Каунас)         |
| Невежис (Кедайняй)      | -:+     | Йоварас (Мажейкяй)     |
| Гележініс вілкас        | 4:1     | Яунисте (Кедайняй) (3) |
| Віенибе (Укмерге)       | 5:1     | Версме (Бірштонас) (2) |
| Вілія (Каунас)          | +:-     | Меркис (Варена) (2)    |

## 1/4 фіналу
| Команда 1           | Рахунок      | Команда 2           |
| ------------------- | ------------ | ------------------- |
| червень 1990        |              |                     |
| Сіріюс (Клайпеда)   | 2:1          | Сіріюс-2 (Клайпеда) |
| Жальгіріс (Вільнюс) | 5:1          | Вілія (Каунас)      |
| Йоварас (Мажейкяй)  | 5:1          | Гележініс вілкас    |
| Віенибе (Укмерге)   | 1:1 пен. 4:5 | Няріс (Вільнюс)     |

## 1/2 фіналу
| Команда 1           | Рахунок | Команда 2          |
| ------------------- | ------- | ------------------ |
| 31 липня 1990       |         |                    |
| Сіріюс (Клайпеда)   | 1:0     | Йоварас (Мажейкяй) |
| Жальгіріс (Вільнюс) | 4:0     | Няріс (Вільнюс)    |

## Фінал
| 17 серпня 1990 |

| Сіріюс (Клайпеда) | 0:0      | Жальгіріс (Вільнюс) |
| ----------------- | -------- | ------------------- |
|                   | Протокол |                     |

| Стадіон «Вітовт», Таураге Глядачів: 2 500 Арбітр: Александрас Горінас |

|                                                    |     | Пенальті                                                          |  |
| Атутіс · Рузгис · Мозурайтіс · Обамеянг · Вайнорас | 4:3 | Іванаускас · Терешкінас · Нарушевичюс · Каваляускас · Квіткаускас |  |